# Freneuse (Sekwana Nadmorska)
Freneuse – miejscowość i gmina we Francji, w regionie Normandia, w departamencie Sekwana Nadmorska. Przez miejscowość przepływa Sekwana. 
Według danych na rok 1990 gminę zamieszkiwały 1033 osoby, a gęstość zaludnienia wynosiła 325 osób/km² (wśród 1421 gmin Górnej Normandii Freneuse plasuje się na 224. miejscu pod względem liczby ludności, natomiast pod względem powierzchni na miejscu 829.).